# Slimane Nebchi
Slimane Nebchi, művésznevén Slimane (Chelles, Seine-et-Marne, 1989. október 13. – ) francia énekes és dalszerző. Ő képviselte Franciaországot a 2024-es Eurovíziós Dalfesztiválon, Malmőben.

## Pályafutása
Slimane Nebchi 1989. október 13-án született Chellesben, Seine-et-Marne-ban, Franciaországban. Nagyszülei révén algír származású, akik Biskrából és Ghazaouetből vándoroltak Párizsba. A Lycée Jehan de Chelles-be járt, később Les Lilasba, Párizs külvárosába költözött, ahol a la société ATEED-nél dolgozott.
Eleinte saját zenéit kezdte el közzétenni az interneten, beleértve olyan szerzeményeket, mint a Toi et moi, a Je n'y suis pour rien, a Salem és az Amour Impossible, utóbbit Princesse Sofia-val közösen. A francia The Voice tehetségkutató műsor előtt számos zenei versenyen vett részt: 2009-ben a Nouvelle Starban, 2011-ben az X Factorban és az Encore une chance-ban, majd a Je veux signer chez AZ második évadjában is megjelent. 2012-ben a Star Music Beach Tour során lépett fel Richard Cross-szal. 2015-ben másodlagos szerepet kapott Didier Barbelivien francia musicaljében, a Marie-Antoinette et le Chevalier de Maison-Rouge-ban, amely végül 2017-ben került bemutatásra.
2016-ban, 26 évesen részt vett a francia The Voice ötödik évadjában. A meghallgatásán mind a négy coach megfordult a székével, ezzel jelezve, hogy tovább akarják vinni a következő fordulóba. Úgy döntött, hogy a folytatásban Florent Pagny csapatának a tagja lesz. 2016. május 14-én a közönségszavazatok 33%-ával megnyerte a műsort.
2023. november 8-án-én a France Télévisions bejelentette, hogy őt választották ki, hogy képviselje Franciaországot a következő Eurovíziós Dalfesztiválon. Versenydala, a Mon amour aznap este jelent meg, mellyel ez lett a 2024-es verseny első nyilvánosan bemutatott dala. A dalfesztivál döntőjében a negyedik helyen végzett.

## Diszkográfia

### Albumok
- À bout de rêves (2016)
- Solune (2018)
- VersuS (2019, Vitaa-val közösen)
- Chroniques d'un Cupidon (2022)

### Középlemezek
- Tourne le monde (2011)

### Kislemezek
- Paname (2016)
- À fleur de toi (2016)
- Le vide (2016)
- Adieu (2016)
- La famille ça va bien! (2016)
- On n'oublie pas (2016)
- Abîmée (Léa Castellel közösen) (2016)
- J'en suis là (2017)
- Viens on s'aime (2017)
- Luna (Boostee-vel közösen) (2018)
- Je te le donne (Vitaa-val közösen) (2018)
- Nous deux (2019)
- Les choses simples (Jeniferrel közösen) (2019)
- Versus (Vitaa-val közösen) (2019)
- Ça va ça vient (Vitaa-val közösen) (2019)
- Avant toi (Vitaa-val közösen) (2019)
- Pas beaux (Vitaa-val közösen) (2019)
- Ça ira (Vitaa-val közösen) (2019)
- Fais comme ça" (Vitaa-val és Kendji Girac-kal közösen) (2019)
- De l'or (Vitaa-val közösen) (2020)
- Belle (Dadjuval és Maître Gims-szel közösen) (2021)
- XY (Vitaa-val közösen) (2021)
- La recette (2022)
- Des milliers de je t'aime (2022)
- Chez toi (Claudio Capéóval közösen) (2023)
- Mon amour (2023)